# Distrito de Marcali
El distrito de Marcali (húngaro: Marcali járás) es un distrito húngaro perteneciente al condado de Somogy.
En 2013 su población era de 34 734 habitantes. Su capital es Marcali.

## Municipios
El distrito tiene una ciudad (en negrita) y 36 pueblos.
Ciudad
- Marcali

Pueblos
- Balatonberény
- Balatonkeresztúr
- Balatonmáriafürdő
- Balatonszentgyörgy
- Balatonújlak
- Böhönye
- Csákány
- Csömend
- Főnyed
- Gadány
- Hollád
- Hosszúvíz
- Kelevíz
- Kéthely
- Libickozma
- Mesztegnyő
- Nagyszakácsi
- Nemesdéd
- Nemeskisfalud
- Nemesvid
- Nikla
- Pusztakovácsi
- Sávoly
- Somogysámson
- Somogysimonyi
- Somogyszentpál
- Somogyzsitfa
- Szegerdő
- Szenyér
- Szőkedencs
- Tapsony
- Táska
- Tikos
- Varászló
- Vése
- Vörs